# Lysirude channeri
Lysirude channeri is een krabbensoort uit de familie van de Raninidae. De wetenschappelijke naam van de soort is voor het eerst geldig gepubliceerd in 1885 door Wood-Mason.